# 루카 피티

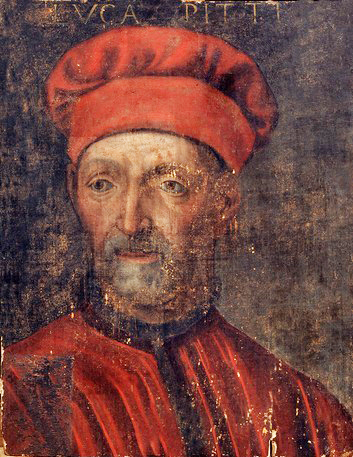
루카 피티 (1398–1472)

루카 피티(Luca Pitti, 1398년–1472년)는 코시모 데 메디치가 다스리던 피렌체 공화국 시기의 피렌체 은행가이다. 그는 메디치 가와 피렌체 공화국의 충성스러운 친구이자 종복이였다. 그는 노쇠한 코시모가 권력을 단독으로 유지하기 힘들던 그의 임기 말년에 정부 유지를 하는데 도움을 준 대가로 기사 작위의 수여와 피렌체의 시뇨리아와 메디치 가 두 곳에게서 호화로운 선물을 받았다.
"곤팔로니에레 디 주스티치아"라고 알려진 피렌체 행정관으로서, 그는 많은 권력과 영향력을 행사했다. 1458년 8월, 그는 기존의 통치자이자, 늙고 허약해진 코시모 데 메디치의 이름으로 피렌체 정부를 장악하는 쿠데타를 일으켰다. 사실상 그는 현존하는 정부를 강화시키기를 원했고, 결과적으로 많은 주요 시민들이 추방되었고 많은 다른 시민들은 권력에서 쫓겨났다. 새롭게 형성된 정부는 그 주체가 된 코시모와 함께 8년이 지속되었지만, 현실은 그가 혼자 권력을 유지하기에는 너무 연약했다. 그 당시 피티의 주요 상대는 추방당한 지롤라모 마키아벨리였다. 그는 새로운 피렌체 정부에 반대하는 이웃 공국들을 여행했다. 결과적으로 그는 반란을 일으켰으나, 배신당하고 피렌체로 보내져 감옥에서 의심스러운 죽음을 맞이했다.
피티는 고귀하고 매우 부유했으며, 니콜로 마키아벨리의 《피렌체사》에서는 그가 2만 두캇 이상을 소유하고 있다고 측정했다. 따라서 그는 자신의 권력과 영향력을 유지할 수 있었고, 코시모가 아닌 그가 실질적인 피렌체의 통치자였다.
그는 메디치 가의 권력이 아니더라도 가문의 영광을 두고 경쟁하려고 했고 메디치 궁전과 경쟁 하려던 목적으로 피티 궁전을 건설하기 시작했다. 그는 또한 루시아노에 빌라를 짓기 시작했다. 피티 궁전에 대한 설화가 있는데, 거기서 그는 "이 시대 최고의 건축물을 짓기로 결정한 그는 메디치 가의 거주지의 문 만큼 커다란 창문을 주문하고 메디치 궁전 전체가 들어갈 만한 내부의 뜰을 만들었다"해다고 전해진다. 건축가 브루넬레스키가 피티 궁전의 건축가라는 사실은 죽은지 12년이 흘러 지어졌기 때문에 거의 신빙성이 없다. 진짜 건축가로 여겨지는 이는 그 당시에 유명하지 않았던 루카 판첼리였고 새로운 궁전은 경외감을 들게 하기는 하지만, 메디치 궁전의 웅장함과 겨룰수는 없었다. 마키아벨리는 피티가 자신의 건물이나 장식에 사용하던 성벽 안에 있는 성역을 범죄자들에게 제공할 것이라고 언급했다. 마키아벨리는 또한 피티의 부가 호의에 대한 뇌물과 선물로 늘어났다고도 알렸다. 이 혐의가 사실이던 아니던 기억해야할 것은 마키아벨리가 메디치 가에 반대하던 유일한 인물이 아니였다는 것이고, 피티의 적이자 피티의 주도로 인해 정부에게 살해당한걸로 추정하는 지롤라모 마키아벨리의 친척이라는 것이다.
피티가 제1 시민이자 독재자가 되길 원했다고 전해지지만, 역사와 그의 행동들은 이 이론에 힘을 보태주지 않는다. 1464년에 코시모가 사망한 후, 엄격하고 강력한 체제의 공화주의로 돌아가는 것을 지지할 수 있었음에도, 그는 1464년부터 1469년까지 피렌체를 통치한 피에로 디 코시모 데 메디치를 지지했다.
피티의 번영은 그의 후원자인 코시모가 사망한 1464년부터 쇠퇴하였다. 공사중이던 그의 대궁전은 1465년에 중지되던 와중에 1472년에 그가 사망하면서, 그는 완공을 보지 못하였다. 피티 가문은 1494년에 메디치 가문의 권력이 전복된 대격변 이후에 지롤라모 사보나롤라의 압제적이고 금욕적인 통치속에서도 살아남았다. 제한된 권력과 영향력을 유지하던 가문은 피티 가의 후손인 부오나코르소 피티(Buonaccorso Pitti)가 토스카나 대공 코시모 1세 데 메디치의 부인에게 궁전을 매각하던 1549년까지 피티 궁전에서 거주했다.